# Italika
Comercializadora de Motocicletas de Calidad, S.A. de C.V., conocida simplemente como Italika, es una marca mexicana de motocicletas fundada el 1 de noviembre de 2004 por Ricardo Salinas Pliego. Actualmente, cuenta con dos plantas ensambladoras, una en Tlalpan, Ciudad de México y otra en Toluca, Estado de México, y distribuye sus productos en México, así como también en Guatemala, El Salvador y Honduras. Con más de ocho millones de clientes, Italika es la marca de motocicletas más vendida en el país.
La compañía comercializa sus productos a través de las tiendas Elektra, agencias propias, canales de autoservicios, tiendas Elektra Motos, distribuidores oficiales y mediante su tienda en línea. La marca cuenta con varias líneas de productos y diversos modelos, y en 2016 lanzó una plataforma para impulsar nuevos talentos del motociclismo deportivo, denominada Italika Racing.

## Historia
Italika inició sus operaciones en el año 2004 por iniciativa del empresario Ricardo Salinas Pliego. En el año 2008 fundó su planta de ensamblaje en Toluca, Estado de México, con una capacidad de producción de 760 000 motocicletas anuales. La empresa vendió su motocicleta un millón el 23 de marzo del año 2011, y en el año 2014 alcanzó las dos millones de unidades vendidas.
En 2015, Italika fue reconocida como una Empresa Socialmente Responsable, y un año después lanzó su primer modelo 100% eléctrico y su plataforma deportiva Italika Racing. En 2018 la compañía abrió su quinta línea de producción en la planta ensambladora, y en 2019 alcanzó la cifra de cinco millones de clientes.
En 2020 lanzó al mercado su segunda generación de vehículos eléctricos, y en 2021 logró expandir su capacidad de producción anual a 800 000 motocicletas. En 2022 superó los siete millones de clientes y fue distinguida por octavo año consecutivo como Empresa Socialmente Responsable.
En 2023, la marca alcanzó los ocho millones de clientes y firmó un convenio con la empresa de reparto Rappi para brindar acceso a movilidad segura y educación y cultura vial a los repartidores. De acuerdo con el sitio de noticias Infobae, actualmente Italika cuenta con aproximadamente mil centros de servicios.

### Planta ensambladora
La planta ensambladora de Italika, denominada Ensamblika, se encuentra ubicada en el Parque Industrial Toluca 2000 en el Estado de México. Cuenta con seis líneas de ensamble, lo que permite una capacidad de producción de 850 000 motocicletas al año, con una capacidad de producción instalada de 1.2 millones de motocicletas. En promedio, en cada línea de producción se ensambla un vehículo cada sesenta segundos.

### Productos
Los productos comercializados por Italika están divididos en las siguientes categorías: Motonetas, Trabajo, Línea Z, Deportivas, Doble propósito, Cuatrimotos, Chopper, Vort-X, Crossover, Cafe Racer y Eléctricas. La empresa comercializa accesorios y refacciones, y ha puesto en marcha un centro de evaluación en Ciudad de México para que sus clientes obtengan su certificado de conducción.
De igual forma, la compañía brinda asistencia posventa en sus centros de servicios, y todos los modelos que comercializa tienen una garantía de dos años o 20 mil kilómetros.

## Italika Racing

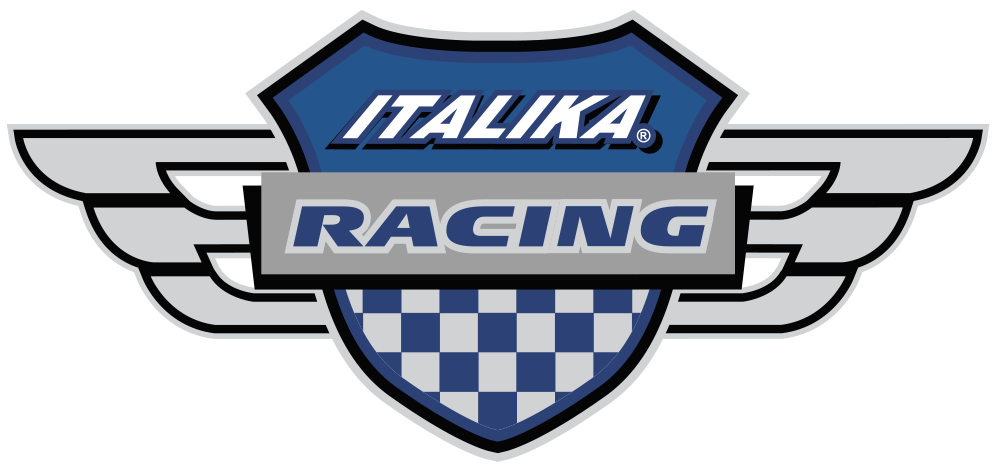
Logo de Italika Racing.

En alianza con Lorenzo Competición México, la compañía puso en marcha en 2016 la plataforma Italika Racing, con la que busca a través de competiciones en diversas categorías «impulsar el motociclismo deportivo y fomentar el desarrollo de nuevos talentos», de acuerdo con Business Insider. Las competencias del programa deportivo se disputan con modelos de motocicletas Italika sin ningún tipo de modificación, lo que permite monitorear y dar seguimiento a los nuevos talentos.
Italika Racing desarrolló la primera copa infantil de motocicletas eléctricas de la historia, y actualmente participa en la primera copa mundial femenil en motociclismo de velocidad organizada por Dorna Sports, la Women's Circuit Racing World Championship, donde compiten ocho pilotos egresadas de la plataforma deportiva. Dos de ellas representan al equipo Italika Racing, siendo Astrid Madrigal la primera mexicana en la historia participando en este campeonato.

### Campeonatos
Campeonato Nacional Talento Italika Junior
Este serial de formación, que cuenta con el certificado Road to MotoGP y con la aprobación de la Federación Mexicana de Motociclismo, está enfocado en niños y jóvenes de hasta 17 años. Se disputan tres copas en este campeonato: Copa DM 125, Copa Vort-X 200 y Copa RT 250. La primera edición se realizó en septiembre de 2017 en la ciudad de Querétaro.
Campeonato Nacional Talento Italika
En este serial de formación, avalado por la Federación Mexicana de Motociclismo y con certificado Road to MotoGP, participan pilotos entre 12 y 21 años de edad, con experiencia previa en este tipo de competencias. Actualmente se disputa la Copa Vort-X 300 y, al igual que el Campeonato Nacional Talento Italika Junior, tuvo su primera edición en 2017.
Italika Women’s International Cup y otros campeonatos
La Italika Women's International Cup es un campeonato latinoamericano femenil que cuenta con certificado Road to MotoGP y aval de la FIMLA.Pilotos como Astrid Madrigal y Sara Varón se han consagrado campeonas en esta categoría.Otros campeonatos organizados por Italika incluyen el Campeonato Iberoamericano Femenil, que se compite en una sola fecha con motocicletas modelo Vort-X 500, y el Campeonato Latinoamericano Juvenil, una categoría mixta monomarca que abarca participantes entre los 12 y los 20 años, con motocicletas modelo Vort X-300.

### Pilotos destacados
Entre los pilotos que han participado en las competencias de Italika Racing destacan la mexicana Astrid Madrigal, dos veces campeona de la Italika Women's International Cupy la campeona latinoamericana en la división femenil de nacionalidad colombiana Sara Varón,quien participó en el primer equipo latinoamericano del Campeonato Español ESBK Supersport 300;ambas se han formado en los centros de alto rendimiento de Italika y representan a Latinoamérica y a sus países en otros campeonatos internacionales.

### Centros Italika de alto rendimiento (CIAR)
Los centros de alto rendimiento de Italika (CIAR) fueron creados por la compañía con el objetivo de impulsar la práctica del motociclismo deportivo, acercar esta disciplina a todos los estratos socioeconómicos y potencializar el talento de los pilotos desde una temprana edad.La empresa ha puesto en marcha tres centros de alto rendimiento: en Sierra Esmeralda y Villa del Carbón en el Estado de México, y en Guadalajara, Jalisco.